# Avoise
Avoise – miejscowość i gmina we Francji, w regionie Kraj Loary, w departamencie Sarthe.
Według danych na rok 1990 gminę zamieszkiwało 495 osób, a gęstość zaludnienia wynosiła 20 osób/km² (wśród 1504 gmin Kraju Loary Avoise plasuje się na 846. miejscu pod względem liczby ludności, natomiast pod względem powierzchni na miejscu 404.).